# Confédération des syndicats nationaux
Pour les articles homonymes, voir CSN.
La Confédération des syndicats nationaux (CSN) est la première grande centrale syndicale québécoise. Fondée en 1921, elle regroupe plus de 1 600 syndicats locaux indépendants, établis pour la plupart au Québec, répartis dans quelque 4 400 lieux de travail du secteur privé et du secteur public. Avec plus de 330 000 membres, c'est le second plus important regroupement syndical au Québec après la Fédération des travailleurs et travailleuses du Québec. La CSN regroupe ses syndicats locaux affiliés en huit 8 fédérations, qui représentent chacune un secteur d'activité, et 13 conseils centraux, répartis par régions administratives. Élue en juin 2021, Caroline Senneville en est la présidente. La CSN est également membre de la Confédération syndicale internationale (CSI).
D'abord connue sous le nom de Confédération des travailleurs catholiques du Canada (CTCC), la centrale regroupe à l'époque des syndicats catholiques autonomes non affiliés aux grandes centrales syndicales américaines. La CTCC devient la CSN en 1960 et déclenche un processus rapide de déconfessionnalisation pour rallier davantage de travailleurs et travailleuses à Montréal. Dans les années 1960, la syndicalisation du secteur public bénéficiera grandement au mouvement syndical. Sous la présidence de Marcel Pepin, la CSN devient une organisation syndicale militante qui s'implique concrètement sur le plan social.
La CSN représente le plus grand nombre de travailleurs et de travailleuses des secteurs public et parapublic de l’État québécois. Elle est la centrale syndicale la plus représentative des employés du réseau de la santé et des services sociaux, des enseignantes et les enseignants des cégeps et du personnel de soutien des cégeps et des commissions scolaires. La Fédération de la santé et des services sociaux de la CSN (FSSS-CSN) compte à elle seule plus de 110 000 membres.

## Origines de la CTCC
- 1921 : Fondation de la Confédération des travailleurs catholiques du Canada (CTCC)
- 1944 : Adoption de la Loi des relations ouvrières
- 1960 : La CTCC devient la Confédération des syndicats nationaux
- 1968 : Publication de l'essai Le Deuxième front
- 1972 : Front commun intersyndical
- 1990 : La CSN opte officiellement pour la souveraineté politique du Québec

Les origines de la Confédération des travailleurs catholiques du Canada (CTCC) remontent au début du XXe siècle. Le mouvement ouvrier au Québec à cette époque est encore jeune. Il s'est développé avec l'industrialisation, dans la précarité et l'illégalité, durant la seconde moitié du XIXe siècle. Les travailleurs syndiqués sont affiliés pour la plupart à de grandes organisations basées aux États-Unis, des syndicats internationaux.
Le syndicalisme catholique ne se développe réellement au Québec qu'à partir des années 1900. Il s’appuie sur l'encyclique Rerum Novarum, adopté par le pape Léon XIII qui invite le clergé à s’immiscer concrètement dans les relations de travail. Il prône une vision syndicale de conciliation « entre catholiques » pour contrer l'influence des syndicats internationaux. Le premier syndicat catholique du Québec, la Fédération ouvrière de Chicoutimi est fondée en 1907 au Saguenay-Lac-Saint-Jean sous l'impulsion des travailleurs de la Pulperie de Chicoutimi et de Mgr Eugène Lapointe. Elle est renommée la Fédération ouvrière mutuelle du Nord et représente près de 3 000 membres au début des années 1920. Plusieurs autres syndicats catholiques voient le jour un peu partout au Québec à cette époque. Ces mouvements locaux souhaitent éventuellement se fédérer, trois congrès ont lieu à Québec en septembre 1918, à Trois-Rivières en septembre 1919 et à Chicoutimi en juillet 1920.

Blason de la Confédération des travailleurs catholiques du Canada

Le 24 septembre 1921, 220 délégués représentant 80 organisations se rencontrent à Hull pour fédérer le syndicalisme catholique au Québec. Une nouvelle organisation est mise sur pied, la CTCC, qui s'inspire de la constitution de la Fédération américaine du travail (FAT) et des statuts de la Confédération française des travailleurs chrétiens (CFTC). Regroupant 17 600 membres et 120 syndicats, la nouvelle centrale syndicale se plie à la doctrine sociale de l'Église et défend le corporatisme et le nationalisme québécois. Ses instances sont pour la plupart administrées par de aumôniers. Bien que les non-catholiques peuvent faire partie de la CTCC, ils n'ont ni le droit de vote ni la possibilité d’occuper un poste dans l’exécutif,. Les délégués élisent également un premier président, le cordonnier-machiniste Pierre Beaulé.

## Mouvement coopératif et mutualisation
Dans un même ordre d'idées les mouvements coopératifs et les mouvements d'entraides mutuelles se développent vers 1850; la première mutuelle à l’origine du Groupe Promutuel est fondée à Huntingdon, en 1852. Vers la fin des années 1800, quelques coopératives sont mises sur pied pour approvisionner les fermiers et transformer leurs produits à partir du vote de la Loi de 1908 sur les coopératives agricoles. La CTCC désire soutenir les luttes ouvrières et adopte des résolutions visant à améliorer les conditions d'emploi de ses membres, notamment concernant la santé et la sécurité au travail, pour les blessées ou victimes afin de procurer un revenu à la famille éprouvée. Le 29 décembre 1922, une loi permet la création de La Coop fédérée (connue à l'époque sous le nom de Coopérative fédérée de Québec), maintenant nommée (Sollio Groupe Coopératif). La fusion de trois centrales coopératives : la Coopérative des fromagers de Québec, le Comptoir coopératif de Montréal et la Société des producteurs de semences de Sainte-Rosalie. Le siège social de la coopérative est installé à Montréal avec un réseau de succursales à travers la province et le gouvernement provincial participe activement au financement ainsi qu'à la promotion des principes de fonctionnement de la coopérative.

### Premiers conflits de travail et la Grande dépression
Dès sa fondation, CTCC fait parvenir aux différents paliers de gouvernement une liste de revendications ouvrières. Les principales sont la diminution du nombre d'heures de travail, la hausse des salaires et une meilleure réglementation du travail des enfants. La CTCC exige également la sanction d'une législation provinciale similaire à loi française Waldeck-Rousseau de 1884 qui assure aux syndicats une personnalité juridique. Le gouvernement Louis-Alexandre Taschereau, majoritaire à l'assemblée législative, se montre favorable une loi qui avantage les syndicats dit « nationaux », comme les affiliés de la CTCC, contre les syndicats internationaux plus puissants. À son congrès de 1923, la CTCC présente l'ébauche d'un projet de loi. Le gouvernement Taschereau s'en inspire et fait adopter la Loi sur les syndicats professionnels le 5 mars 1924.

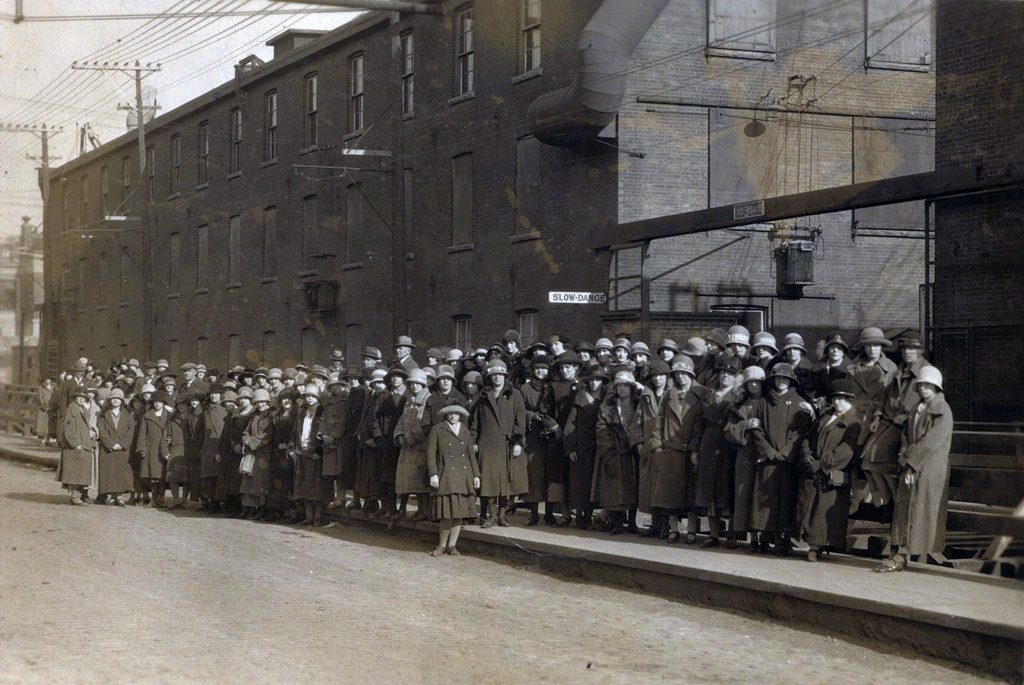
Piquet de grève à la fabrique d’allumettes E. B. Eddy, en 1924.

Durant les années 1920, les conflits de travail emblématiques des syndicats catholiques sont pour la plupart des luttes pour défendre le droit d'association et les maigres acquis des travailleurs. En septembre 1924, le fabricant d'allumettes E. B. Eddy Matches à Hull impose une baisse salariale et un lock-out aux quelque 275 allumettières affiliées au Syndicat catholique des allumettières de Hull. Il leur exige d'abandonner leur syndicat et de signer des contrats individuels. Ce conflit de travail important sera soutenu par la communauté et par l'Église catholique. Les allumettières retournent au travail après deux mois de piquetage devant la fabrique d'allumettes.
Le plus grand conflit de travail impliquant des syndicats catholiques au cours de la décennie 1920 est la grève dans l'industrie de la chaussure de Québec. À cette époque, les principales fabriques de chaussure de la ville de Québec emploient 3 000 personnes. Le conflit débute le 2 novembre 1925 avec l'annonce par les dirigeants des fabriques un ultimatum  qui prévoit une réduction des salaires du tiers et l’élimination à toute fin pratique des syndicats de la gestion du travail à partir du 16 novembre 1925. L'employeur ayant refusé le compromis des employés, les employés provoquent un arrêt de travail le 16 novembre dans quatorze manufactures. Le 30 novembre, les employés et les patrons acceptent d'avoir recours à l'arbitrage proposé par l’aumônier général de la CTCC Maxime Fortin, et appuyé par l’évêque auxiliaire de Québec Joseph-Alfred Langlois. Le travail reprend dans les manufactures. La sentence arbitrale est rendue le 28 avril 1926, et elle accueille favorablement toutes les demandes patronales. Le 3 mai 1926, la grève reprend progressivement dans les manufactures à l’initiative de groupes de syndiqués. Le 7 mai 1926, les patrons décrètent « l’atelier ouvert » dans toutes les manufactures et embauchent des briseurs de grève au taux de la sentence arbitrale. Les nouveaux employés doivent signer un contrat individuel dans lequel ils s’engagent à ne pas faire partie d’un syndicat. Les affrontements entre grévistes et briseurs de grève sont nombreux durant le printemps 1926. La police s’acharne contre les grévistes, les arrestations et les condamnations sont de plus en plus nombreuses. Le 1er septembre 1926, les syndicats mettent officiellement fin à la grève,. Il faudra 10 ans aux syndicats de la chaussure pour reprendre pied dans les manufactures de Québec et 25 ans pour retrouver les conditions de travail et le salaire de 1925.
En 1937, la CTCC supporte une grève des 3 000 ouvriers des chantiers navals Marine Industries et des fonderies de Sorel, propriétés des frères  Simard; Ludger, Édouard et Joseph,. La grève dure plusieurs mois, des briseurs de grève sont engagés et la Police Provinciale doit intervenir à plusieurs reprises.
À son congrès de 1939, la CTCC adopte la résolution no 93, où elle demande au gouvernement d'établir, pour les travailleurs qui n'ont pas de convention collective, un salaire minimum adapté au coût de la vie et ne devant jamais être inférieur à 0,30 dollar canadien de l'heure. En 1940, l'organisation réclame une loi contre les briseurs de grève. À partir de 1945, la CTCC perd au fil du temps son caractère confessionnel. En 1947, elle revendique que le gouvernement établisse un régime d’assurance automobile, participant à établir les bases idéologiques de ce qui deviendra par la suite la Société de l'assurance automobile du Québec.
En 1949, la CTCC appuie les quelque 5 000 ouvriers de l’amiante à Asbestos et Thetford Mines lors de la grève de l'amiante. Ce conflit difficile ainsi que d'autres au début des années 1950 (on peut également citer la grève chez Dupuis Frères en 1952) amèneront la CTCC à créer un Fonds de défense professionnel (FDP). Depuis ses débuts, la CTCC s’est affirmée comme étant la première organisation syndicale québécoise.
En 1958, la grève des journalistes de La Presse est déclenchée pour obtenir la libération syndicale du nouveau président de la CTCC, Roger Mathieu. En 1958-1959 se tient la grève des réalisateurs de Radio-Canada pour obtenir le droit de se syndiquer.

### La Confédération des syndicats nationaux et la Révolution tranquille

Logo de la CSN adopté en 1961.

Le 29 septembre 1960, lors de son 39e congrès, la CTCC se déconfessionnalise et change son nom, qui devient la Confédération des syndicats nationaux. Tout le Québec est en ébullition; il sort de la période de la Grande Noirceur. Pour la CSN, l’action syndicale doit transformer tous les aspects de la vie au travail : d’abord les salaires, mais aussi les conditions dangereuses, les discriminations de toutes sortes, la hiérarchie, les cadences exténuantes, l’arbitraire, l’appropriation de la connaissance, tout ce qui atteint les travailleuses et les travailleurs dans leur dignité. En 1963, la CSN part en guerre contre les compagnies de finance et les prêts usuraires du Saguenay–Lac-Saint-Jean. En 1966, une grève de trois semaines de 32 500 employés d’hôpitaux du Québec aboutit à la signature de la première convention collective nationale dans ce secteur. Le Syndicat des professeurs de l’État du Québec réussit, après cinq ans d’efforts et trois semaines de grève, à arracher une première convention collective comprenant la majorité de leurs demandes. 

### Fronts communs et luttes des années 1970
« Il ne faut pas laisser les choses comme elles sont et nous contenter d’en parler. Il faut mobiliser la misère pour combattre la misère, la pauvreté pour combattre la pauvreté, les endettés pour combattre l’endettement, les trahis pour éliminer la trahison, les exploités pour vaincre l’exploitation. Et il nous faut d’abord nous mobiliser nous-mêmes. »

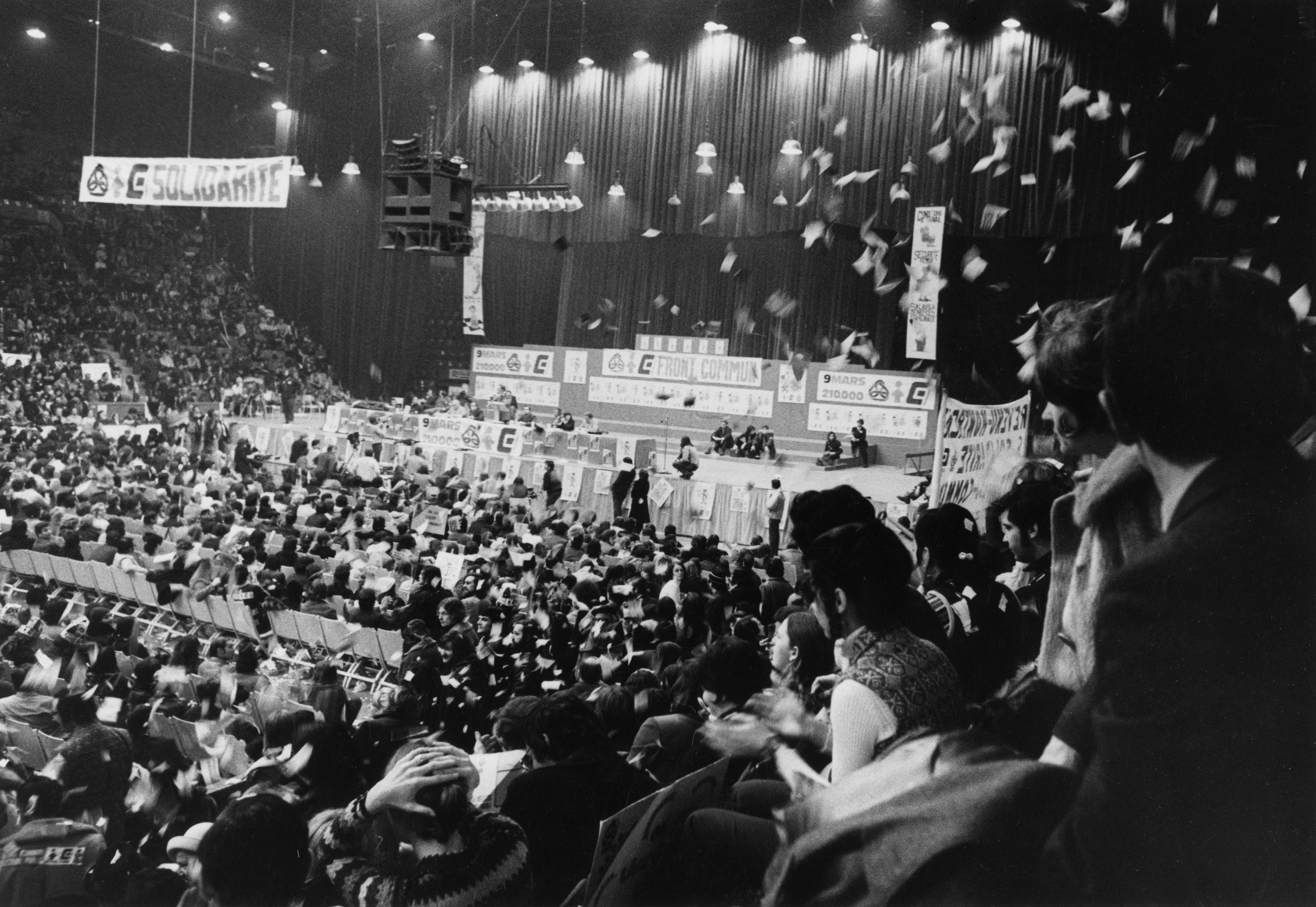
Front commun intersyndical de 1972

— Marcel Pepin, Le deuxième front, 1968
De 1969 à 1970, c'est la grève des travailleurs de la CSN–Construction. La fédération obtient la parité salariale pour tous les travailleurs. En 1971, un front commun prend son essor. Lors de la grève des syndiqués FTQ du quotidien La Presse, la FTQ et la CSN s’allient et organisent une manifestation de solidarité regroupant plus de 12 000 personnes en appui aux grévistes de La Presse.
Le Front commun intersyndical de 1972, communément appelé le Front commun de 1972, désigne le regroupement de trois centrales syndicales québécoises (CSN, FTQ et CSQ) dans le contexte de la troisième ronde de négociation (1971-1975) pour le renouvellement des conventions collectives des employés des secteurs public et parapublic du Québec. Par extension, l'expression désigne aussi l'action de ce regroupement et les événements qui y sont associés, notamment: la grève générale illimitée déclenchée le 11 avril 1972, la loi spéciale du 21 avril décrétant le retour forcé au travail. Le 9 mai 1972, les trois chefs syndicaux Marcel Pepin (CSN), Louis Laberge (FTQ) et Yvon Charbonneau (CEQ), ainsi qu'une cinquantaine de militant-es sont emprisonné-es. On leur reproche alors d’avoir encouragé la désobéissance de leurs 210 000 membres du front commun intersyndical, pour avoir recommandé à certains syndicats de défier des injonctions.
Parmi les revendications syndicales, l’objectif d’un salaire minimum de 100 $ par semaine est atteint. En 1973, les travailleurs de Canadian Gypsum de Joliette font une grève de 20 mois pour obtenir la formule Rand (déduction de la cotisation syndicale à la source).
En 1974, après huit mois de grève, les travailleurs de Price Brothers and Company à Alma, Jonquière et Kénogami établissent un nouveau modèle d'horaires de travail dans l'industrie des pâtes et papiers. En 1975, les travailleurs de l’amiante à Thetford Mines déclenchent une grève. En 1977, une grève dans les minoteries de Montréal est déclenchée contre la loi fédérale imposant le gel des salaires. En juillet, des fiers-à-bras ouvrent le feu sur des manifestants à la Robin Hood. Aussi cette année-là, le syndicat des ouvriers du fer et du titane CSN occupe l’usine et en expulse les contremaîtres afin d’obtenir des conditions de travail respectant leur santé et leur sécurité. En 1978, Cadbury annonce la fermeture de son usine de Montréal et le transfert de la production en Ontario. La CSN lance une campagne de boycottage des produits Cadbury.
En 1979, est déclenchée une nouvelle ronde de négociations dans le secteur public entamée par le Front commun des employé-es de l’État. Les négociations aboutissent sur des augmentations salariales et sur le congé de maternité, désormais payé à 100 % du salaire pendant une période de 20 semaines. En 1980, les syndicats du personnel du soutien scolaire et du soutien cégep font la grève (18 et 30 jours). Ils obtiennent, entre autres, « le plan d’effectifs » qui définit les besoins en personnel pour l’année qui suit. La CSN entreprend une vaste campagne de syndicalisation des travailleuses en garderie et revendique un régime universel et gratuit de garderies contrôlées par les usagers et les travailleuses.

### Loi spéciales et coup de force néolibéral
En 1981, la Grande Corvée vient en aide aux travailleurs forestiers en grève depuis 12 mois. En 1983, 1984 et 1985, les conflits chez Expro à Valleyfield et à Marine Industrie à Tracy luttent pour travailler sans danger et réduire la semaine de travail. En 1989, les travailleurs de la Société de transport de la Rive-Sud de Montréal entreprennent une grève de 22 mois où ils obtiennent la semaine de quatre jours. Les syndicats du secteur public de la CSN déclenchent la grève générale le 12 septembre, elle dure cinq jours. La loi 160 s’applique dans presque tous les établissements de la santé et des services sociaux : confiscation de jours de paye, perte d’ancienneté et interruption de la perception à la source de la cotisation syndicale.
En 1993, après 15 mois de conflit, les cols blancs de la municipalité de Marieville obtiennent l’équité salariale. En 1996, la CSN salue l'adoption de la Loi québécoise sur l’équité salariale et la création de la Commission de l’équité salariale. En 1997, après une lutte de 43 mois, les employé-es du Holiday Inn Crowne Plaza Centre-Ville à Montréal font échec à la sous-traitance. En 1998, après sept ans de lutte, les travailleuses et les travailleurs de Metro-Richelieu à Montréal obtiennent justice et retrouvent leurs emplois que l’employeur voulait confier à la sous-traitance. L’employeur doit verser plusieurs dizaines de milliers de dollars aux travailleurs lésés.
En 2001, les 6000 agentes et agents correctionnels du Canada adhèrent à la CSN et fondent, après plusieurs mois de lutte pour le faire reconnaître, le syndicat Union of Canadian Correctional Officers - Syndicat des agents correctionnels du Canada - CSN (UCCO–SACC–CSN). En 2002, la Fédération nationale des enseignants et enseignantes du Québec (FNEEQ) négocie une structure salariale comportant une rémunération additionnelle pour les détenteurs d’une maîtrise. L’enseignement collégial fait maintenant partie de l’enseignement supérieur. Elle négocie également une échelle salariale unique. En 2003, après un lock-out de plus de trois ans, les syndiqués des élévateurs à grain de Cargill, à Baie-Comeau, retournent au travail. Les clauses discriminatoires à l’endroit des jeunes ont été éliminées.

### Gouvernement Charest et la «réingénierie de l’État»
À l’automne et à l’hiver 2003, le gouvernement Charest adopte une série de mesures antisociales et antisyndicales. La CSN lance la campagne Stoppons la démolition !. En 2004, après plus de vingt mois de grève, le Syndicat de Radio Nord Communications obtient une nouvelle convention collective comprenant de nombreux gains, entre autres sur le plan régional.  En 2005, les 3 800 membres du syndicat de magasins et de bureaux de la Société des alcools du Québec (SAQ), en grève depuis novembre 2004, joignent la CSN qui entreprend une campagne de solidarité. Une entente intervient le 4 février, permettant des gains entre autres au chapitre de la sécurité d'emploi et des horaires de travail. À l’automne, les membres du secteur public de la CSN et de la FTQ font la grève pour appuyer leurs revendications. Le 15 décembre, le gouvernement Charest adopte le projet de loi 142 (loi 43), mettant fin aux négociations et imposant les conditions salariales et une partie des conditions de travail. Adopté sous le bâillon et dans la contestation, le décret comporte aussi de dures mesures répressives qui empêchent l’expression de toute contestation. Le 29 mars 2007, le Bureau international du travail (BIT) rend une décision qui condamne cette loi.
En mai 2006 se termine le programme d’équité salariale dans le secteur public québécois. Le 29 septembre, les 2 200 membres du Syndicat des agents de la paix en service correctionnel du Québec adhèrent à la CSN. Ils reçoivent son appui dans leur lutte pour la revalorisation de leur métier. En 2007, l’Alliance syndicale dans la construction, dont est membre la CSN–Construction, obtient la signature d’une entente touchant les 140 000 travailleurs de cette industrie. La nouvelle convention collective prévoit plusieurs gains importants, entre autres sur le plan salarial. En 2012, à la suite de la démission de Louis Roy le 26 septembre, tel que les statuts et règlements de la CSN le stipulent, ce sont les délégué-es du conseil confédéral qui ont le pouvoir de désigner les membres au comité exécutif entre les congrès. Ces élections se tiendront lors de la prochaine réunion du conseil confédéral à la fin octobre 2012. D'ici à ce que l'organisation procède aux élections, la présidence sera assumée, tel que les statuts et règlements de la CSN le prévoient, par le 1er vice-président, Jacques Létourneau.

## Structure

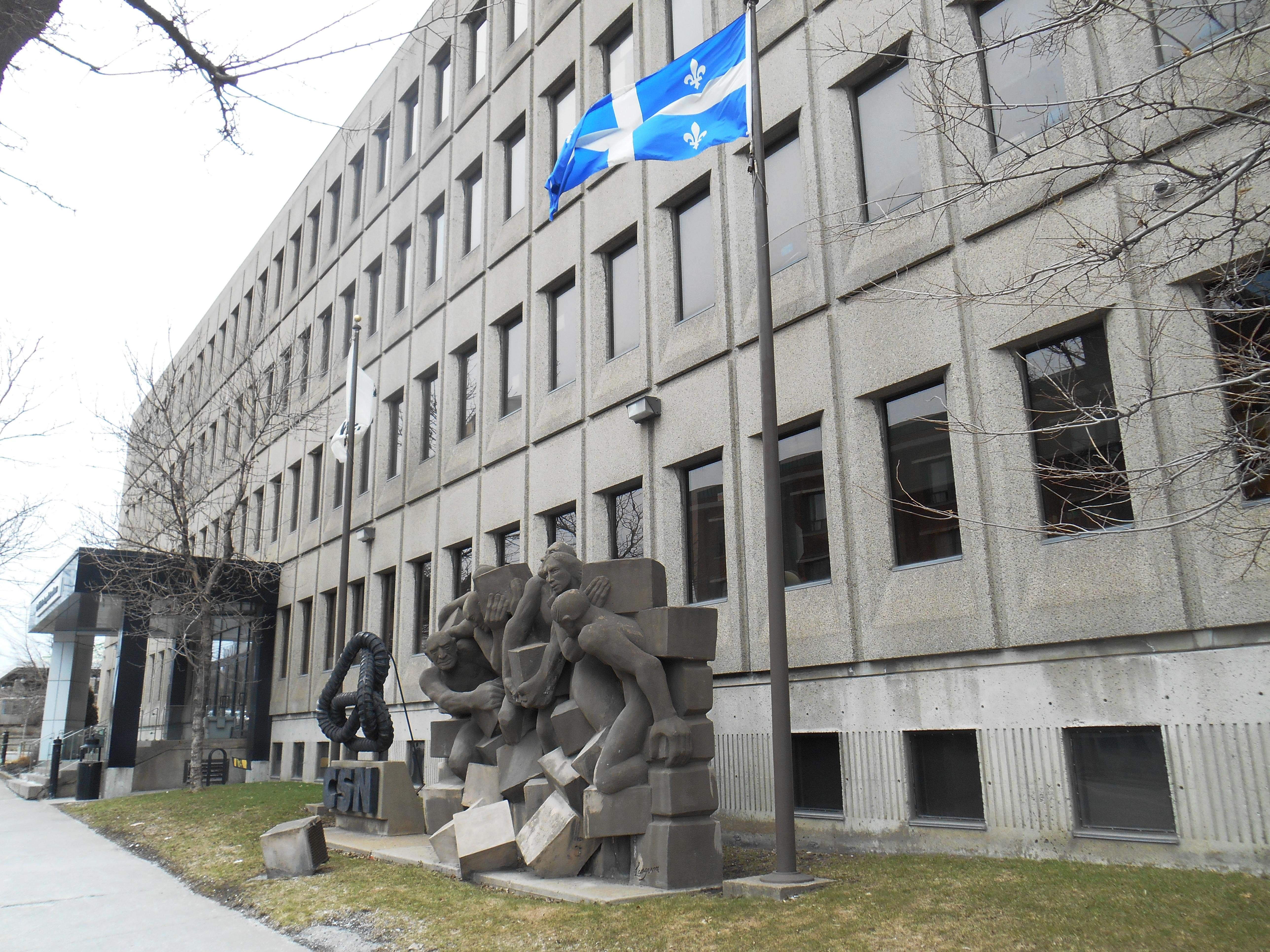
Édifice de la CSN, 1601, avenue De Lorimier, Montréal

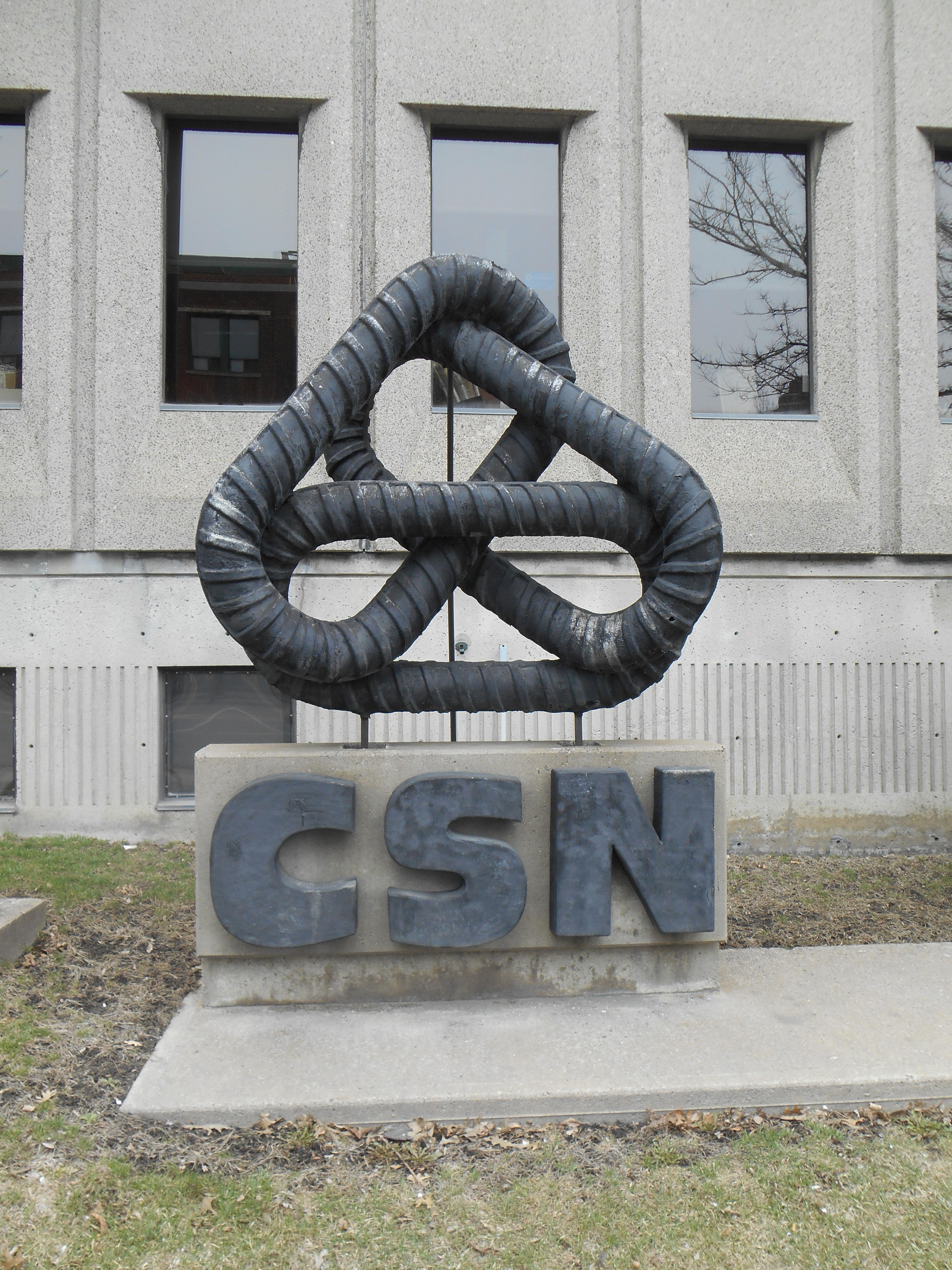
Logo. Les trois anneaux représentent les fédérations, les conseils centraux et les syndicats affiliés.

La CSN est caractérisée par une administration décentralisée : les syndicats locaux s'affilient à une fédération par secteur d'activité ainsi qu'à un conseil central, sur une base régionale. Les syndicats CSN sont autonomes, c'est-à-dire que chaque syndicat CSN détient son propre certificat d'accréditation et peut se désaffilier de la centrale, selon un processus démocratique.
En 2022, la confédération compte plus de 330 000 membres répartis à peu près également entre hommes et femmes ainsi qu'entre le secteur privé et le secteur public dans approximativement 1 600 syndicats représentant quelque 4 400 lieux de travail. La CSN est ainsi la deuxième plus grande centrale syndicale du Québec par le nombre de ses membres.
La CSN fait partie, avec la FTQ, la CSQ et l'APTS, du Front commun intersyndical de 2023, qui organise une série de grèves à l'automne 2023. La FIQ, qui ne fait pas partie du Front commun, organise parallèlement ses propres journées de grève. Enfin, la FAE est depuis le 23 novembre en grève générale illimitée.
Le 13 mai 2024, le Syndicat des travailleuses et travailleurs d’Amazon Laval–CSN devient la deuxième union de travailleurs du géant Amazon reconnue en Amérique du Nord,, après l'Amazon Labour Union (ALU).

### Exécutif de la CSN
- Présidente : Caroline Senneville
- Premier vice-président : François Enault
- Deuxième vice-président : David Bergeron-Cyr
- Troisième vice-présidente : Katia Lelièvre
- Secrétaire générale : Nathalie Arguin
- Trésorier : Yvan Duceppe

### Présidents
| Date         | Nom                  |
| ------------ | -------------------- |
| 1921-1933    | Pierre Beaulé        |
| 1933         | Osias Filion         |
| 1934         | René Bénard          |
| 1935-1946    | Alfred Charpentier   |
| 1946-1958    | Gérard Picard        |
| 1958-1960    | Roger Mathieu        |
| 1961-1964    | Jean Marchand        |
| 1965-1976    | Marcel Pepin         |
| 1976-1982    | Norbert Rodrigue     |
| 1982-1983    | Donatien Corriveau   |
| 1983-1999    | Gérald Larose        |
| 1999-2002    | Marc Laviolette      |
| 2002-2011    | Claudette Carbonneau |
| 2011-2012    | Louis Roy            |
| 2012-2021    | Jacques Létourneau   |
| 2021-présent | Caroline Senneville  |

### Fédérations

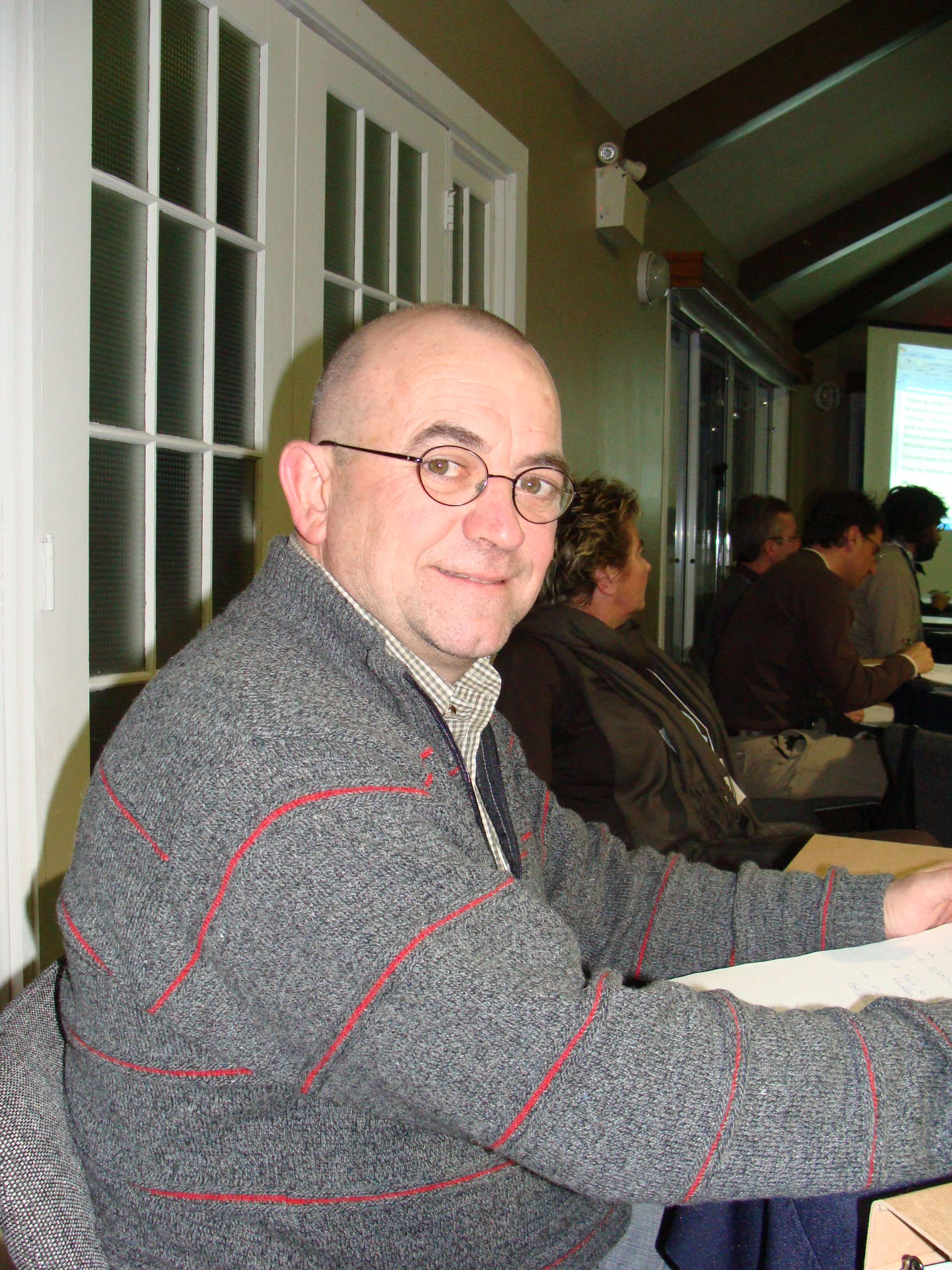
Aldo Miguel Paolinelli, ex-président de la CSN-Construction.

La CSN est composée de huit fédérations. Ces dernières sont :
- Fédération du commerce (FC-CSN)
- Fédération des professionnèles (FP-CSN)[26]
- Fédération de la santé et des services sociaux (FSSS-CSN)
- Fédération de l'industrie manufacturière (FIM-CSN) qui est née de la fusion entre Fédération de la métallurgie (FM) et Fédération des travailleurs et des travailleuses du papier et de la forêt (FTPF)
- Fédération nationale des communications et de la culture (FNCC-CSN)
- Fédération nationale des enseignantes et des enseignants du Québec (FNEEQ-CSN)
- Fédération des employées et employés de services publics (FEESP-CSN)
- CSN - Construction

### Conseils centraux

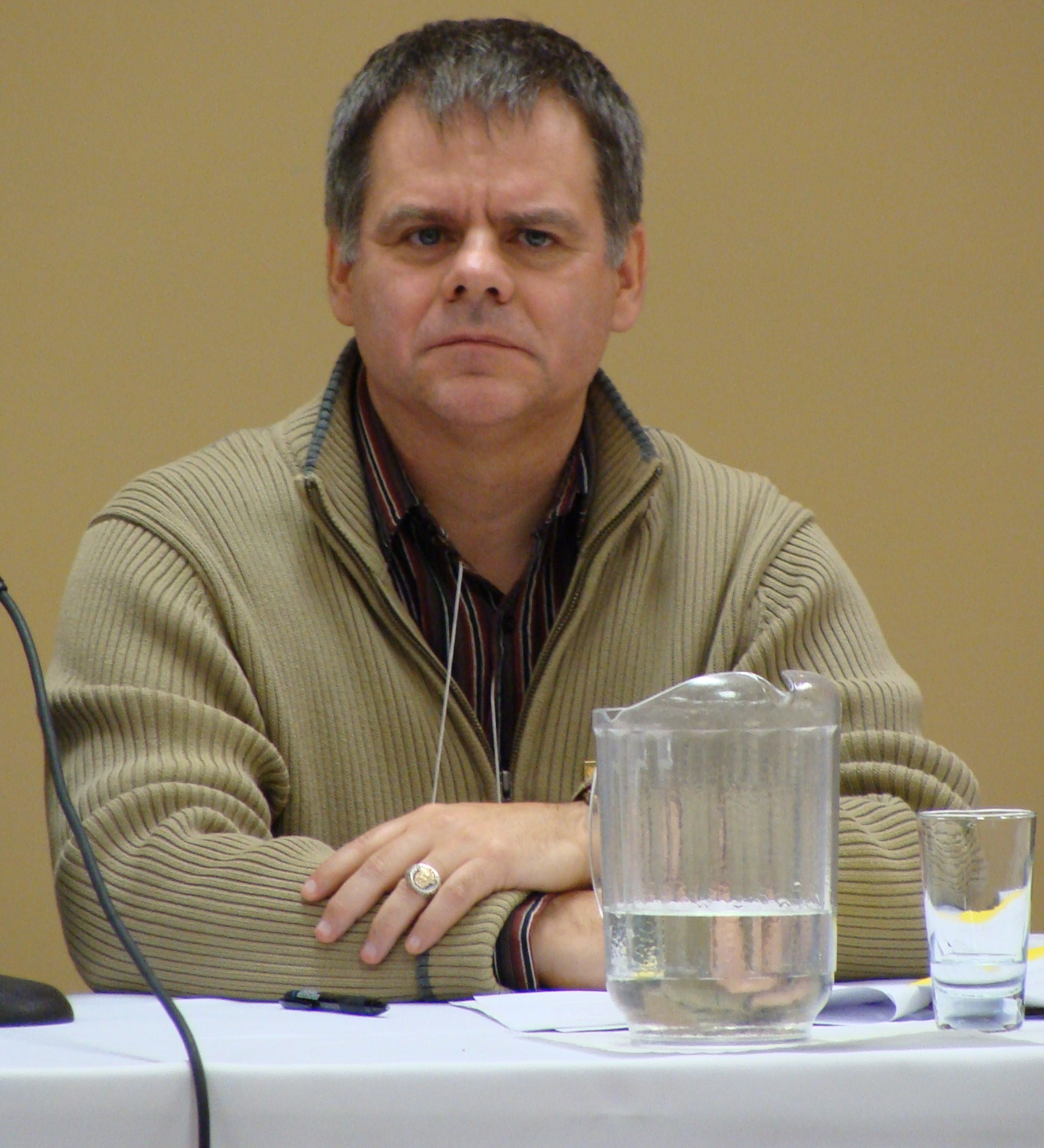
Engelbert Cottenoir, ex-président du Conseil central du Saguenay-Lac-Saint-Jean.

La CSN est composée treize conseil centraux. Ces derniers sont:
- Conseil central de l'Abitibi–Témiscamingue–Nord-du-Québec
- Conseil central du Bas-Saint-Laurent
- Conseil central du Cœur-du-Québec
- Conseil central de l'Estrie
- Conseil central de la Gaspésie et des Îles-de-la-Madeleine
- Conseil central de Lanaudière
- Conseil central des Laurentides
- Conseil central de la Montérégie
- Conseil central du Montréal métropolitain
- Conseil central de la Côte-Nord
- Conseil central de l'Outaouais
- Conseil central de Québec–Chaudière-Appalaches
- Conseil central du Saguenay–Lac-Saint-Jean

## Fonds de retraite
Bâtirente est considéré comme l’un des premiers cabinets financiers offrant un régime de retraite à ses membres, aux coopératives, et autres regroupements associatifs. Cette organisation a évolué en s’accordant aux problématiques de la société moderne, tel que la question de prise en charge des personnes du troisième âge. En outre, Bâtirente a mis l’accent sur la prise en charge des retraités en insérant au sein de sa politique de placement des critères environnementaux, sociaux et de gouvernance. Cette innovation s’inscrit au cœur de sa Déclaration sur les Principes et les procédures en matière de responsabilité sociale et de gouvernance d’entreprise, et au niveau de ses lignes directrices sur la gestion des risques extra financiers.
En termes de communication politique, Bâtirente se définit comme une organisation non institutionnelle regroupant des individus ayant les mêmes objectifs : la défense des intérêts des travailleurs et l’apport de services de retraite de qualité. Cette organisation permet de répondre aux revendications des membres et pousses au développement et au renouveau syndical. Elle s’adresse en particulier aux travailleurs et travailleuses du Québec, et aux personnes âgées. En termes de communication on peut donc affirmé que Bâtirente s’applique à répondre aux attentes d’un large public et se doit d’adapter ses messages en fonction des membres qu’elle cherche à toucher.   
Bâtirente transmet des messages politiques en partie par les décisions mises en place au sein des assemblées générales menées tel que celle organisé en 1988. D’un point de vue stratégique, l’organisation est en partenariat avec de nombreuses entreprises telles qu’AGF, ou Desjardins. De plus, en 2006 Bâtirente s’est engagée au niveau l’Organisation des Nations unies (ONU) en devenant signataire des Principes pour l’investissement responsable, ce qui permit à l’organisation d’acquérir un statut avantageux au niveau de la société et d’obtenir un plus grand nombre d’adhérents.
Grâce à Bâtirente, la CSN a pu peaufiner ses stratégies et adopter de nouvelles initiatives en termes d’accompagnement retraite à partir de 2011 avec le projet Planirente, offrant de nouvelles perspectives adaptées aux attentes de la société moderne. L’organisation use de moyens différents pour faire passer son message politique notamment en terme visuel avec le changement de son image de marque à l’occasion de son 30e anniversaire (2017).
Sur le plan communicationnel, l’organisation détient un degré de médiatisation assez fort [2] au niveau de la presse, de nombreux articles ont été rédigés au sujet des actions portées par Bâtirente. À partir du site officiel de l’organisation, une salle de presse est ouverte au grand public permettant la consultation de tous les articles concernant leurs diverses actions de leur début à nos jours. Bâtirente est donc un moyen de faire valoir l’action syndicale de la CSN et son impact sur le monde du travail. À travers cette organisation, la CSN agit sur des faits sociaux en particulier tels que la prise en charge de la retraite.
La Commission des partenaires du marché du travail (CMPT) est une instance nationale de concertation qui regroupe des représentants des employeurs, de la main-d’œuvre, du milieu de l’enseignement, des organismes communautaires et d’organismes gouvernementaux, tous préoccupés d’améliorer le fonctionnement du marché du travail.” (Association du Québec pour l’intégration sociale, 2017)
La CSN jouit de la position de la CMPT dans laquelle elle joue un rôle qui lui confère un accroissement de l’efficacité des services d’emploi et de formation de la main-d’œuvre et à la fois sur les principes et valeurs auxquels adhère la CSN. La CMPT permet aussi à la CSN de gagner en crédibilité auprès de ses membres.

## Idéologies
(février 2020).
- Si vous ne connaissez pas le sujet, laissez ce bandeau (vous pouvez alors contacter les auteurs).
- Si vous supprimez le contenu mis en cause (vous pouvez préalablement contacter les auteurs),

argumentez précisément cette suppression dans la page de discussion
(un manque de référence n'est pas un argument ; une recherche réelle de référence doit avoir été effectuée, être formellement documentée).
Malgré son passé "catholique", la CSN prend une tangente différente lors de la révolution tranquille. En effet, sous l'impact de la "libéralisation" des idéologies au Québec après la chute du conservatisme que Maurice Duplessis incarnait, la CSN s'est progressivement radicalisée pour adopter une posture syndicale de combat, voire révolutionnaire, en intégrant, par exemple, la lutte des classes au sein de son programme,. De nombreux documents publiés par la centrale en font foi et l'influence du socialisme comme projet de société semble teinter la vision syndicale de la CSN (certains[Qui ?] diront que cette vision est principalement celle de "l'élite" intellectuelle dirigeante de la CSN, et non de celle des membres de la base). Cette tangente atteint son paroxysme lors du Front commun de 1972 qui a mené à une importante scission et à la création de la CSD, que l'on disait alors plus conciliante avec le patronat (une perception qui s'est estompée par la suite). Avec l'essoufflement des grandes grèves et les nombreux assauts envers les syndicats durant les années 1980, la centrale s'est progressivement "déradicalisée" vers la deuxième moitié de la décennie 1980, abandonnant la lutte des classes comme option sociale et politique. Toutefois, encore aujourd'hui, la CSN est réputée pour se trouver plus à gauche sur le spectre politique et syndical québécois.
Le rôle, l’influence, le pouvoir, les ressources et le partenariat sont les indicateurs avec lesquels on mesure la capacité de la CSN à faire une lecture des enjeux et des opportunités qui dérivent de la création d’une institution nationale vouée à l’emploi et à la formation de la main-d’œuvre.